# Acvila Legiunii a IX-a
Acvila Legiunii a IX-a (titlu original: The Eagle of the Ninth) este un roman istoric de aventură pentru copii scris de autoarea britanică Rosemary Sutcliff (n. 14 decembrie 1920 – d. 23 iulie 1992) și publicat în 1954.
Acvila Legiunii a IX-a este considerat unul dintre cele mai bune romane pentru copii ale secolului XX și a fost vândut în peste un milion de exemplare în toată lumea.
Acțiunea romanului se petrece în Anglia romană (Britannia) în prima jumătate a secolului al II-lea d. Hr., după construirea Zidului lui Adrian. Legiunea a IX-a a armatei romane s-a îndreptat spre nordul Britanniei, pentru a stăvili revolta triburilor caledoniene, și de atunci nu a mai fost văzută. Este o enigmă pe care nimeni nu a descifrat-o vreodată. Tânărul Marcus Flavius Aquila pornește în căutarea tatălui său, legat imperial și conducătorul acestei legiuni, iar călătoria lui este atât de primejdioasă, încât nimeni nu crede că se va mai întoarce.
Două mistere, dispariția Legiunea a IX-a în Britannia și descoperirea unei acvile romane fără aripi în Silchester, au făcut-o pe Sutcliff să scrie cartea.

## Creație
Rosemary Sutcliff, ofițer al Ordinului Imperiului Britanic în 1975 și comandor al aceluiași ordin în 1992, s-a dedicat romanului istoric și a devenit una dintre cele mai importante scriitoare britanice de literatură pentru copii. În 1950 i-a apărut prima carte pentru copii, iar de-atunci s-a dedicat întru totul scrierii romanelor istorice pentru copii.
Rosemary vorbește despre ceea ce a făcut-o să scrie romanul:
| “ | Cândva, în preajma anului 117 d. Hr., Legiunea a IX-a, încărtiruită la Eburacum, pe locul unde se află acum orașul York, a pornit în marș spre nordul insulei pentru a stăvili o revoltă iscată în rândul triburilor caledoniene și a dispărut fără urmă. În timpul săpăturilor arheologice făcute la Silchester cu aproapre o mie opt sute de ani mai târziu, de sub câmpurile înverzite ce acoperă acum pavajul de la Calleva Atrebatum a fost scoasă la lumină o acvilă romană fără aripi, al cărui mulaj poate fi văzut și astăzi la Muzeul Reading. Nenumărate persoane au propus teorii despre cum a ajuns ea acolo, dar nimeni nu știe sigur, tot astfel cum nimeni nu știe ce s-a întâmplat cu Legiunea a IX-a după ce au dispărut în cețurile nordice. Împreună, cele două mistere m-au îndemnat să scriu povestea Acvilei Legiunii a IX-a. | ” |

| În trecut         | În prezent | Referințe |
| ----------------- | ---------- | --------- |
| Aquae Sulis       | Bath       | [ 6 ]     |
| Are-Cluta         | Dunbarton  | [ 6 ]     |
| Anderida          | Pevensey   | [ 6 ]     |
| Calleva Atrebatum | Silchester | [ 6 ]     |
| Deva              | Chester    | [ 6 ]     |
| Dubris            | Dover      | [ 6 ]     |
| Durinum           | Dorchester | [ 6 ]     |
| Eburacum          | York       | [ 6 ]     |
| Glevum            | Gloucester | [ 6 ]     |
| Isca Dumnoniorum  | Exeter     | [ 6 ]     |
| Isca Silurium     | Caerleon   | [ 6 ]     |
| Lugavalium        | Carlisle   | [ 6 ]     |
| Regnum            | Chichester | [ 6 ]     |
| Segedunum         | Wallsend   | [ 6 ]     |
| Caledonia         | Scoția     | [ 6 ]     |
| Hibernia          | Irlanda    | [ 6 ]     |

## Adaptări
Un serial TV bazat pe carte a fost creat în 1977 și a fost transmis de BBC. Scenariile au fost scrise de Billy Craig, iar Anthony Higgins a jucat rolul lui Marcus Aquila.
Un film a fost lansat în 2011, regizat de Kevin Macdonald și cu Channing Tatum ca "Marcus Aquila" și Jamie Bell ca "Esca".